# Sylvia Ashton-Warner
Sylvia Constance Ashton-Warner (17 de desembre de 1908 – 28 d'abril de 1984) va ser una escriptora, poetessa i educadora neozelandesa.

## Biografia
Ashton-Warner va néixer el 17 de desembre de 1908 a Stratford, Nova Zelanda. Va passar molts anys dictant classes als nens de la comunitat Māori, utilitzant avançades tècniques d'estimulació que ella mateixa va descriure en el seu tractat de 1963 Teacher i en diversos volums de la seva autobiografia. Com a novelista, va escriure diverses històries dirigides a dones de caràcter fort. La seva novel·la Spinster (1958) va ser portada a la pantalla gran l'any 1961 en la pel·lícula Two Loves (també coneguda com The Spinster) i protagonitzada per Shirley MacLaine. Va ser nomenada Membre de l'Orde de l'Imperi Britànic pel seu servei en els àmbits literari i educatiu el 1982.
Va morir el 28 d'abril de 1984, a Tauranga. La història de la seva vida va ser portada al cinema amb la producció Sylvia el 1985, donant vida al seu personatge l'actriu britànica Eleanor David.

## Llegat
La biblioteca de la Facultat d'Educació de la Universitat d'Auckland va ser reanomenada Biblioteca Sylvia Ashton-Warner el 1987. L'Escola Ashton a la República Dominicana va ser fundada el 1998 i nomenada en honor d'Ashton-Warner, de qui els seus mètodes d'ensenyament va influenciar en l'escola.

## Obra
- Spinster
- I Passed This Way
- Teacher
- Three